# فرس كبير (قرية)
فرس كبير قرية سوريّة تتبع إداريّاً لمحافظة حلب منطقة منبج ناحية أبو قلقل، بلغ تعداد سكانها 953 نسمة حسب التعداد السكاني لعام 2004.